# 苔繩站

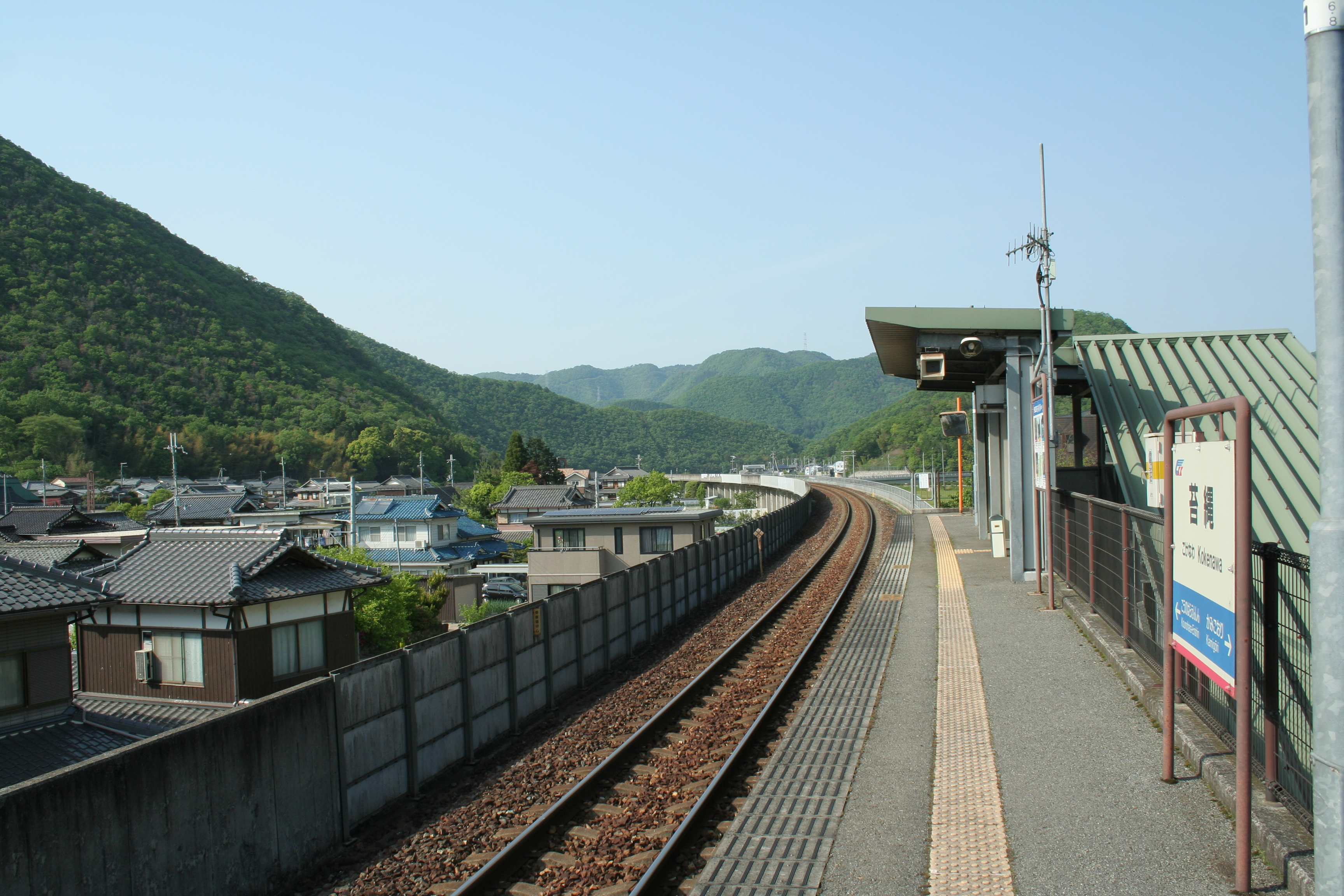
月台（2009年5月）

苔繩站（日语：／ Kuroda eki */?）是位於兵庫縣赤穗郡上郡町，屬於智頭急行智頭線的車站。

## 歷史
- 1994年（平成6年）12月3日[1] - 智頭急行智頭線開通，此站啟用。
- 2009年（平成21年）
  - 8月10日 - 受到熱帶風暴艾濤的影響而發生大雨，此站暫停服務。
  - 8月29日 - 智頭線普通列車重開。

## 車站構造
本站是高架車站，設有1面1線的單式月台。往智頭站方向的列車會開啟右邊車門。此站是無人車站，地面設有站房，該處設有候車室和廁所。而站內沒有設置自動售票機。

## 使用狀況
| 1日上下車人次變化 | 1日上下車人次變化 |
| 年度              | 1日平均人次       |
| ----------------- | ----------------- |
| 2018年            | 8                 |

## 車站周邊
- 法雲寺（日语：法雲寺 (兵庫県上郡町)）[1]
- 舊上郡町立赤松小學
- 赤松公民館
- 上郡町育兒學習中心（舊赤松幼稚園）
- 千種川（日语：千種川）

## 相鄰車站
智頭急行
■智頭線
上郡－（岩木信號場）－苔繩－河野原圓心

## 注腳
1. 1 2 3 4 5 6 7  . 神戶新聞綜合出版中心. 2011-12-15: 228. ISBN 9784343006028 （日语）.
2. ↑  国土数値情報(駅別乗降客数データ)  （页面存档备份，存于）（日語） - 國土交通省，2019年9月2日參閲

## 外部連結
- 苔繩站 （页面存档备份，存于）（日語） - 車站大樓介紹